# Opwijk
Opwijk ist eine belgische Gemeinde in der Region Flandern mit 14.866 Einwohnern (Stand 1. Januar 2024). Sie besteht aus dem Hauptort, dem Ortsteil Mazenzele und einigen kleineren Dörfern.
Dendermonde liegt neun Kilometer nordwestlich, Aalst elf Kilometer südwestlich und das Stadtzentrum von Brüssel etwa 20 Kilometer südöstlich.
Die nächsten Autobahnabfahrten befinden sich bei Aalst und Ternat an der A 10/E 40 und am Brüsseler Autobahnring. Die Gemeinde besitzt einen Regionalbahnhof an der Bahnstrecke Dendermonde-Brüssel. Der Flughafen Brüssel National nahe der Hauptstadt und gut 22 Kilometer westlich von Opwijk gelegen ist der nächste internationale Flughafen.

## Persönlichkeiten
- François Van der Elst (1954–2017), Fußballspieler

## Weblinks

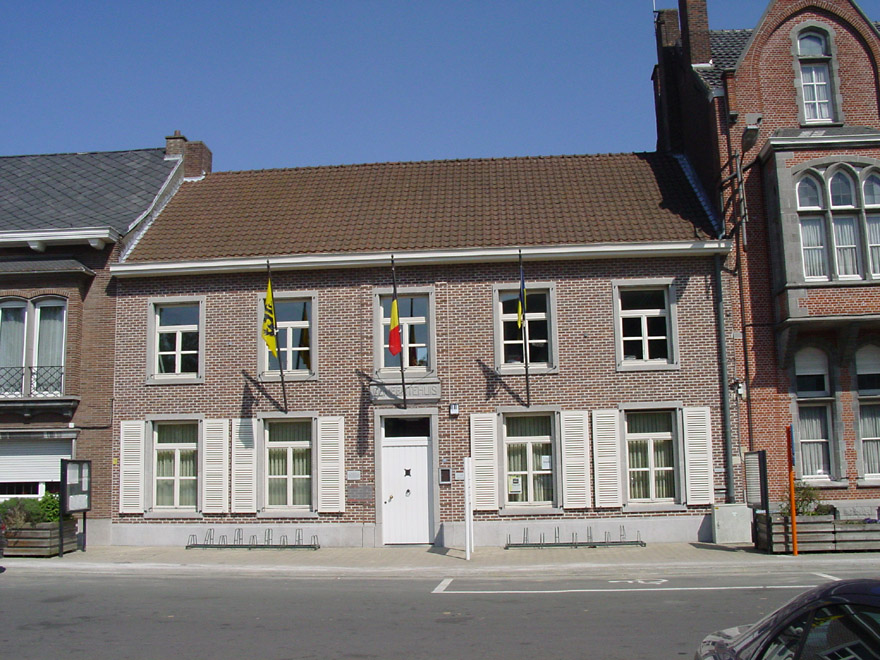
Gemeindehaus von Opwijk